# Psyllaephagus trellesi
Psyllaephagus trellesi is een vliesvleugelig insect uit de familie Encyrtidae. De wetenschappelijke naam is voor het eerst geldig gepubliceerd in 1964 door Blanchard.